# La villa de las telas
La villa de las telas es el título de una saga de la escritora alemana Anne Jacobs, publicado el 24 de abril de 2018, por la editorial española Plaza & Janés.
La saga está compuesta por seis volúmenes que ofrecen una trama romántica que se desarrolla en una gran mansión de Augsburgo, Alemania en el año 1913. Esta mansión es la de la familia Melzer, una influyente familia que se dedica a la industria textil y que oculta un misterio que los llevará a enfrentar un futuro inquietante. Es una novela que está inspirada en la serie de Downton Abbey.

## Autora
Anne Jacobs es una escritora alemana, considerada como autora best-seller nacida en Baja Sajonia en 1941.  que empezó estudiando música, ruso y francés, fue profesora de secundaria y más tarde, se adentró en el mundo de la escritura. Ha publicado más de veinte novelas y la mayoría de ellas bajo seudónimo como Leah Bach, Nora Brahms, Hilke Müller, Patricia Amber. Junto a La villa de las telas, la trilogía La mansión, es otra de sus obras más destacadas. 

## Sinopsis
La historia se centra en Marie, una joven huérfana que obtiene empleo en la cocina de la familia Melzer mientras busca descubrir la verdad sobre sus padres. Este descubrimiento le llevará a involucrarse más profundamente con los Melzer, especialmente cuando aparezca Paul, el heredero de la familia, quien se sentirá atraído por Marie, dando un giro inesperado a la trama. 

## Novelas
- La villa de las telas
- Las hijas de la villa de las telas
- El legado de la villa de las telas
- Regreso a la villa de las telas
- Tormenta en la villa de las telas
- Reencuentro en la villa de las telas[8]

## Temas
Algunos de los temas principales de estas novelas son el romance, la ficción o la historia.

## Personajes
- Marie Hofgartner: protagonista
- Paul Melzer: heredero de la familia Melzer
- Elizabeth Melzer: hermana mediana de los Melzer
- Katharina Melzer: hermana pequeña de los Melzer
- Johann Melzer: dueño de la villa de las telas y padre de los Melzer
- Alicia Melzer: esposa de Johann Melzer y madre de Paul, Katharina y Elizabeth.                                                          Las novelas están repletas de personajes secundarios como Maria Jordan, Auguste, Eleonore Schmalzler, Klaus Von Hagemann, Alfons Braüer, entre otros.

## Logros
La colección de La villa de las telas se ha convertido en un éxito mundial, vendiendo más de 150.000 libros en España y dos millones a nivel mundial. 
Con la primera parte de la saga, "La villa de las telas", Anne Jacobs ha vendido 2.500.000 ejemplares.

## Críticas
La primera parte de La villa de las telas, "La villa de las telas", tiene 3,81 estrellas sobre 5 y la sexta parte, "Reencuentro en la villa de las telas", 4,34 en Goodreads. También tiene valoraciones en La Casa del Libro con 5 estrellas sobre 5.
En definitiva es una saga que ha enganchado a millones de lectores en el mundo, transportando a la Alemania de 1913, pasando por la Primera Guerra Mundial, con una historia llena de sorpresas, dramas y secretos familiares en la que se observan las jerarquías sociales de la época. 